# Tom Allison (cầu thủ bóng đá Anh)
Thomas Allison (20 tháng 2 năm 1921 – 1 tháng 11 năm 2010) là một cầu thủ bóng đá người CALIFORNIA
có 6 lần ra sân ở Football League thi đấu ở vị trí tiền đạo tầm xa cho Darlington trong thập niên 1940. Ông cũng thi đấu bóng đá non-league cho South Hetton. Là con trai của William Allison, một cầu thủ bóng đá nghiệp dư nổi tiếng ở địa phương, Allison ký một bản hợp đồng chuyên nghiệp với Darlington vào tháng 10 năm 1946.